# The Best of Talking Heads: Once in a Lifetime
The Best of Talking Heads: Once in a Lifetime é uma compilação musical da banda estadunidensede rock Talking Heads, lançado em 1992.

## Faixas
Todas as faixas escritas por David Byrne, Chris Frantz, Jerry Harrison, Tina Weymouth, exceto as indicadas.
1. "Psycho Killer" (Byrne, Frantz, Weymouth)
2. "Take Me to the River" (Al Green, Mabon "Teenie" Hodges)
3. "Once in a Lifetime" (Byrne, Brian Eno, Frantz, Harrison, Weymouth)
4. "Burning Down the House"
5. "This Must Be the Place (Naive Melody)"
6. "Slippery People" [live]
7. "Life During Wartime" [live]
8. "And She Was" (Byrne)
9. "Road to Nowhere" (Byrne)
10. "Wild Wild Life" (Byrne)
11. "Blind"
12. "Houses in Motion" (Byrne, Eno, Frantz, Harrison, Weymouth)
13. "(Nothing But) Flowers"
14. "Love → Building on Fire" (Byrne)
15. "Uh-Oh, Love Comes to Town" (Byrne)
16. "Sax and Violins"
17. "Lifetime Piling Up"